# 论语批注
《〈论语〉批注》是1974年批林批孔运动时，由中华书局出版的《论语》的阐释著作，内部发行。 编写组由北京大学哲学系和中华书局组织，由黄楠森任召集人，参加的有李世繁、朱伯崑、魏英敏、张岱年等人，署名为“北京大学哲学系1970级工农兵学员”，对《论语》各章进行注释、今译及批判。其中注译部分参考了杨伯峻的《论语译注》加以修改，批判部分则以当时极左观点进行批判。

## 评价
- 杨逢彬：此书较《译注》正确者多，而较《译注》错误者少，可见，至少在词句注释上，《论语批注》应该算是做得相当好的。[3]
- 1974年该书刚出版时，山东大学历史系卢振华评论说：《论语批注》的材料可用，但思想观点要慎重考虑，不可盲从。[4]